# Svatba manželů Arnolfiniových
Svatba manželů Arnolfiniových (též Giovanni Arnolfini a jeho manželka Giovanna Cenamiová, Podobizna manželů Arnolfiniových a podobně) je dvojportrét od Jana van Eycka vytvořený roku 1434 v Bruggách. Dnes se nachází v londýnské Národní galerii. Jedná se o svatební portrét bohatého kupce italského původu Giovanniho Arnolfiniho, jehož rodina v té době podnikala i v Bruggách. Pravice muže zvednutá k přísaze naznačuje svatební slib. Nápadně zvětšené břicho ženy nemusí znamenat pokročilé těhotenství, ale může být pouze malířským symbolem ženiny plodnosti. Obraz je celkově plný symboliky a malířské rafinovanosti. Eyckova signatura se nachází nad zrcadlem v centru obrazu.